# Apalis ruddi
Az Apalis ruddi a madarak osztályának verébalakúak (Passeriformes) rendjébe és a szuharbújófélék (Cisticolidae) családjába tartozó faj.

## Rendszerezése
A fajt Claude Henry Baxter Grant brit ornitológus írta le 1908-ban.

## Alfajai
- Apalis ruddi caniviridis Hanmer, 1979
- Apalis ruddi fumosa Clancey, 1966
- Apalis ruddi ruddi Grant, 1908[2]

## Előfordulása
A Dél-afrikai Köztársaság, Malawi, Mozambik és Szváziföld területén honos. A természetes élőhelye a szubtrópusi és trópusi  száraz erdők, szavannák és bokrosok

## Megjelenése
Testhossza 11-12 centiméter, testtömege 10-11 gramm, a tojó 9-10 gramm.

## Életmódja
Kisebb rovarokkal táplálkozik.

## Külső hivatkozás
- Képek az interneten a fajról
- Xeno-canto.org - a faj hangja és elterjedési területe